# Festival international de slam/poésie en Acadie
 (juillet 2023).
La mise en forme du texte ne suit pas les recommandations de Wikipédia : il faut le « wikifier ».
Les points d'amélioration suivants sont les cas les plus fréquents. Le détail des points à revoir est peut-être précisé sur la page de discussion.
- Les titres sont pré-formatés par le logiciel. Ils ne sont ni en capitales, ni en gras.
- Le texte ne doit pas être écrit en capitales (les noms de famille non plus), ni en gras, ni en italique, ni en « petit »…
- Le gras n'est utilisé que pour surligner le titre de l'article dans l'introduction, une seule fois.
- L'italique est rarement utilisé : mots en langue étrangère, titres d'œuvres, noms de bateaux, etc.
- Les citations ne sont pas en italique mais en corps de texte normal. Elles sont entourées par des guillemets français : « et ».
- Les listes à puces sont à éviter, des paragraphes rédigés étant largement préférés. Les tableaux sont à réserver à la présentation de données structurées (résultats, etc.).
- Les appels de note de bas de page (petits chiffres en exposant, introduits par l'outil «  Source ») sont à placer entre la fin de phrase et le point final[comme ça].
- Les liens internes (vers d'autres articles de Wikipédia) sont à choisir avec parcimonie. Créez des liens vers des articles approfondissant le sujet. Les termes génériques sans rapport avec le sujet sont à éviter, ainsi que les répétitions de liens vers un même terme.
- Les liens externes sont à placer uniquement dans une section « Liens externes », à la fin de l'article. Ces liens sont à choisir avec parcimonie suivant les règles définies. Si un lien sert de source à l'article, son insertion dans le texte est à faire par les notes de bas de page.
- La présentation des références doit suivre les conventions bibliographiques. Il est recommandé d'utiliser les modèles {{Ouvrage}}, {{Chapitre}}, {{Article}}, {{Lien web}} et/ou {{Bibliographie}}. Le mode d'édition visuel peut mettre en forme automatiquement les références.
- Insérer une infobox (cadre d'informations à droite) n'est pas obligatoire pour parachever la mise en page.

Pour une aide détaillée, merci de consulter Aide:Wikification.
Si vous pensez que ces points ont été résolus, vous pouvez retirer ce bandeau et améliorer la mise en forme d'un autre article.
Le Festival International de Slam/poésie en Acadie (FISPA) est un des projets phares du Conseil provincial des sociétés culturelles (CPSC) puisqu’il a lieu tous les ans sur deux semaines en automne depuis 2017. Il est né sous la direction de Marie-Thérèse Landry,, actuelle directrice du CPSC qui a notamment reçu l’insigne de Chevalier dans l’Ordre des Arts et des Lettres le 12 mai 2023 pour sa contribution dans le domaine culturel ainsi qu’à la valorisation de la francophonie en Acadie et au Canada. Il faut aussi notifier que c'est le premier festival de Slam/Poésie francophone en Amérique du Nord. L’année 2023 marque la septième édition du FISPA en Acadie, réunissant des poètes.ses et slameurs.es reconnu.es et issu.es de toute la francophonie (d’Amérique, d’Afrique et d’Europe). Au cours des précédentes éditions, le festival a rassemblé des slameurs et slameuses de plus d’une vingtaine de pays du monde entier.

## Historique

### Idée et naissance
Le festival est né d’une volonté de faire rayonner l’oralité et la langue française à travers un art, le slam, qui était encore peu représenté en Acadie. La directrice du CPSC, Marie-Thérèse Landry résume l’ambition du festival dans un entretien avec le journal Acadie Nouvelle :  "Nous voulons accorder un attention particulière à l’engagement envers la langue française, l’oralité et la construction identitaire".

### Editions
La première édition du festival a eu lieu du 9 au 12 novembre 2017 réunissant plus de dix slameurs.es internationaux à Moncton, Nouveau-Brunswick. Tout au long des deux semaines du festival, de nombreuses activités et ateliers sont proposés à un public très varié. Durant cette édition, le public a pu assister à des micros ouverts ainsi qu’à des spectacles des artistes invités. Parmi les artistes invités de cette première édition nous retrouvons le trio gaspésien Du beau monde ainsi qu’Arthur Comeau de Nouvelle-Ecosse et Sébastien Bélzile, Lou Poirier et Céleste Godin pour le Nouveau-Brunswick ainsi que d’autres slameurs venus du Québec. Entre autres, une des missions du festival est de rendre accessible aux citoyens l’art et la poésie. Ainsi, le festival a inauguré une pratique qui perdure d’édition en édition qui est celle de déclamer les textes poétiques dans les bus de la ville de Moncton, en partenariat avec le système de transport Codiac. Ce projet a vu le jour sous le nom de Slam Bus.
La seconde édition a eu lieu du 24 novembre 2018 au 2 décembre 2018. Les artistes invités de cette seconde édition sont tout aussi nombreux. On compte alors des artistes de France et de Belgique, respectivement, Pauline Guillerm et Lisette Lombé. Des artistes Québécois sont présents comme Paul Dallaire, Marianne St-Onge, Réal J LeBlanc et Daniel Pinet mais aussi provenant d’autres provinces du Canada comme AmberO’Reilly, du Manitoba et Josée Thibault de l’Alberta. Les slameur.es Lou Poirier et Paul Bossé présents pour cette édition viennent du Nouveau-Brunswick. Les artistes invités permettent au festival de créer des rencontres, des ateliers tous publics, des joutes slam et des spectacles. Des lectures publiques, des projections de films et le projet Slam bus sont aussi de retour pour cette édition. Enfin, le CPSC permet à un collectif d'artistes de faire une résidence pendant la durée du festival. En 2018, la résidence a permis de faire naître le spectacle Slam pour un quidam avec la compagnie DanseEnCorps.
En 2019, c’est autour de la thématique du “vivre ensemble” et de l’inclusion communautaire que la troisième édition du festival a eu lieu. Elle s’est déroulée du 30 septembre au 6 octobre 2019,. Cette édition marque l’arrivée d’un projet important pour le festival: Âme, slam, trame. Il s’agit de faire participer les scolaires avec des ateliers mis en place spécialement pour eux en compagnie des artistes invités du festival. Les élèves peuvent alors pratiquer leur attitude scénique, leur créativité ainsi que leur manière de s’exprimer en français devant un public. De plus, une des nouveautés de cette édition est l’instauration d’une joute de scrabble dont les mots servent aux slameur.es à inventer leur slam. Les ateliers principaux continuent d’être programmés tels que les spectacles, les micro ouverts, Slam bus et les joutes de slam. De nombreux artistes issus de la francophonie ont répondu présents, représentant le continent Africain, Nord-Américain et Européen ainsi que la présence des Premières Nations.
La pandémie de covid 19 a chamboulé l’organisation de la quatrième édition du FISPA. Ainsi, le festival a eu lieu du 16 au 28 février 2021 de manière virtuelle, en ligne,. Un recueil de textes poétiques est né de cette édition insolite, regroupant 80 textes écrits par une quarantaine de poète.ses et slameur.es en lien avec le projet La Caravane des dix mots créé par Thierry Auzer. Ainsi, les artistes ont pu composer avec les dix mots suivants: “ailes, allure, buller, chambre à air, décoller, éolien.ne, foehn, fragrance, insuffler et vaporeux”. Le texte qui introduit le recueil est écrit par Julie Lombé dans lequel elle décrit ce que représente le festival selon elle: “Il y a des voyages qu’on fait tout seul, d’autres qu’on fait à deux. Il y a des voyages qu’on aurait voulu faire et le grand voyage qu’on fera tous, une dernière fois. Il y a des voyages qu’on fait assis, immobile, qu’on fait à cent, indociles, qu’on fait à mille. Ce festival en est un". Même si le festival a eu lieu en ligne, la Coupe de l’Amicale de slam a su s’imposer et se représenter devant le public et la victoire a été donnée au slameur C’Katcha originaire de Côte d’Ivoire,.
La cinquième édition du FISPA a eu lieu du 1er au 16 octobre 2021, à la fois en ligne et en présentiel. Plus de cinquante artistes ont été invités dont le fondateur du slam/poésie, Marc Kelly Smith qui a animé un atelier mais aussi l’artiste La Crieuse de Brest qui est allée au contact des citadins et citadines pour prononcer des poèmes dans la rue,. Une des réalisations notables de cette édition fut le spectacle Plafond de verre au Monument-Lefebvre de Memramcook dirigé par Marie-Claude Joannis assitée de Mc June. Cette année, la Coupe de l’amicale du festival a été remportée par la slameuse LEM originaire du Québec, devançant Jérôme Pinel, alors champion du monde. Elle explique, pour un entretien au journal La Tribune: « C’était d’autant plus significatif que ça faisait un an que j’avais remporté le Québec-France et que j’étais en face du champion du monde 2019 de slam. Alors, c’est une belle gratitude».
Le thème du sixième festival tourne autour de “l'insularité, du confinement” durant les deux semaines habituelles, du 1er octobre au 15 octobre 2022,. Pendant cette sixième édition, les spectateurs et citoyens peuvent redécouvrir le projet Macadam slam qui a lieu tous les ans à l’extérieur dans l’espace public afin de permettre à tous de voir et d’entendre du slam. C’est l’artiste français ENIAH qui a répondu à l’appel de ce projet en mettant en place un système de stand à poème dans la rue où les passants pouvaient lui donner trois mots et le slameur leur récitait un poème en les prenant en compte (d’où le nom du dispositif “trois mots pour un poème”). Les spectacles, souper-spectacles ainsi que les micros ouverts avec les artistes en résidence tout comme le projet Âme, slam , trame sont également programmés comme chaque année. La slameuse et artiste suisse Morgane Frund a gagné la joute du FISPA 2022. Enfin, pendant ce festival, des élèves du Centre d’apprentissage du Haut-Madawaska ont pu participer à un laboratoire créatif de slam sur une journée, financé avec l’appui du programme Passep'art et le groupe d’Action-collaboration en français.

### Financement
Le FISPA est un des évènements majeurs du Conseil Provincial des Sociétés Culturelles (qui lui-même propose plusieurs évènements culturels tout au long de l’année avec le soutien des différentes sociétés culturelles du Nouveau-Brunswick) et il est reconnu internationalement grâce à la participation d’artistes dont le travail est réputé. Le FISPA peut compter sur l’aide et la présence de nombreux partenaires dont le financement est important et nécessaire comme le Patrimoine canadien, le Conseil des arts du Canada (sauf en 2023), la province du Nouveau-Brunswick et le Secrétariat aux relations canadiennes du Québec (sauf en 2022).

## Coupe Interscolaire
La Coupe Interscolaire de Slam/Poésie en Acadie se situe dans la continuité du projet Âme, slam, trame puisqu’elle permet aux jeunes scolaires du Nouveau-Brunswick de se rencontrer lors d’une compétition amicale qui valorise la prise de parole, la poésie, l’écriture et la rhétorique dans un contexte créatif et bienveillant. La Coupe a eu lieu pour la première fois du 30 mars au 1er avril 2023 à Moncton.
Les écoles représentées lors de cette première édition sont issues du Conseil Scolaire acadien provincial de la Nouvelle-Écosse et de la Division scolaire franco-manitobaine ainsi que des écoles du Nouveau-Brunswick. En tout, 55 élèves ont pu participer, venant respectivement de l’école Antonine Maillet de Dieppe, l’école Terre des Jeunes de Paquetville, Le Centre d’Apprentissage du Haut Madawaska d’Edmundston et l’école Lacerte de Winnipeg. L’objectif du projet s’inscrit dans une volonté de faire bénéficier aux élèves des écoles francophones en situation minoritaire des maritimes d’activités culturelles favorisant l’appropriation de la langue. Par ce projet, le CPSC a pour but de rassembler les jeunes autour d’un événement qui contribue à forger l’expression et l’identité artistique de chacun.es des participant.es dans un contexte créatif mais aussi de favoriser l’apprentissage et la promotion de la langue française chez les jeunes. Catherine Boucher, attachée de programme à l’Organisation internationale de la Francophonie (OIF), au sein de l’Unité jeunesse, sport et citoyenneté affirme dans un article du Moniteur Acadien que : «certains textes m’ont tiré les larmes. C’est tellement touchant de voir et entendre des jeunes défendre leur langue avec des arguments de taille. On saisit tout l’attachement des élèves à leur culture et leur identité francophone. Le slam/poésie favorise clairement l’expression de leurs idées». Le poète et slameur Rahim El Had était le premier membre du jury invité pour la Coupe 2023.
Les gagnants de cette première édition sont Juliette Jacob, premier prix solo, représentant l’école Terre-des-Jeunes à Paquetville et Alonga et Oana Buranga, premier prix collectif, représentant l’école Antonine-Maillet à Dieppe. Le prix solo et collectif de la compétition amicale dans la catégorie “Extérieur du Nouveau-Brunswick” a été décerné à l’école Lacerte du Manitoba, les élèves gagnant.es sont, respectivement, Milo Van Tichelen (prix solo) et Jack Cherett et Félix Nayet (prix collectif). Dans un article de Radio Canada, les lauréats de l’école Lacerte déclament dans leur slam leur manière personnelle de penser la vie “Parfois, on [sent] la rage monter, alors on se cache derrière de faux visages.On dessine de faux sourires sur nos lèvres, de temps en temps, on rit, mais pas du fond du cœur” (Slam de Jack Cherett et Félix Nayet).